# Sayuri Sugawara
Sayuri Sugawara (Yokote, 29 giugno 1990) è una cantante giapponese.
È principalmente famosa per aver cantato il tema portante della colonna sonora di Final Fantasy XIII: Kimi ga Iru Kara.

## Discografia
- 2009: Kimi ni Okuru Uta (mini-album);
- 2010: First Story.